# Seznam režiserk slovenskih celovečernih filmov

## C
- Katja Colja: Kako se stvari odvijajo, 2018; Igor in Rosa, 2019

## D
- Urška Djukić

## J
- Rahela Jagrič: Sukanje niti modernih umetnikov, 2018; Vesolje med nami, (poprodukcija)

## K
- Ema Kugler: Fantom, 2004; Le grand macabre, 2005; Za konec časa, 2009; Orion, 2012; Fani Okič: Polepšali ste mi dan, 2012; Odmevi časa, 2013; Od Kapelce do KUDa, 2014; Človek s senco, 2019

## M
- Urša Menart: Veš, poet, svoj dolg?, 2010; Nekoč je bila dežela pridnih, 2012; Kaj pa Mojca?, 2014; Ne bom več luzerka, 2018

## P
- Sonja Prosenc: Mož s krokarjem, 2012; Drevo, 2014; Zgodovina ljubezni, 2018; Odrešitev, (v nastajanju)

## S
- Hanna Slak: Slepa pega, 2002; Desperado tonic, 2004; Tea, 2006; Neke druge zgodbe, 2010; Rudar, 2017

## Z
- Barbara Zemljič: Planet prihodnosti, 2009; Panika, 2013

## W
- Ida Weiss: Peter vs. Harry, 2018
- Maja Weiss: Fant, pobratim smrti, 1992; Vaški učitelj, 1993; Na poti nazaj, 1994; Trst na meji, 1995; Foto film 2001, 1996; Cesta bratstva in enotnosti, 1999; Nuba, čisti ljudje, 2000; Varuh meje, 2002; Foto/Photo portret Joco Žnidaršič, Neznosna lahkost fotografiranja, 2005; Hočem osvojiti svet – Portret igralke Marije Vere, 2006; Instalacija ljubezni, 2007; Občutek za veter, 2008; Angela Vode: Skriti spomin, 2009; Kam je izginil delavski razred?, 2010; Pisatelj in mesto, 2012; Odkrivanje skritega spomina Angele Vode, 2012; Oči in ušesa boga – videonadzor Sudana, 2012; Fant, pobratim smrti 2, 2012; Banditenkinder - Slovenskemu narodu ukradeni otroci, 2014; Odstiranje pogleda z Mirjano Borčić, 2017; Zajeti v izviru - Slovenski otroci Lebensborna, 2023